# 斯賓塞宮
51°30′19″N 0°8′24″W / 51.50528°N 0.14000°W

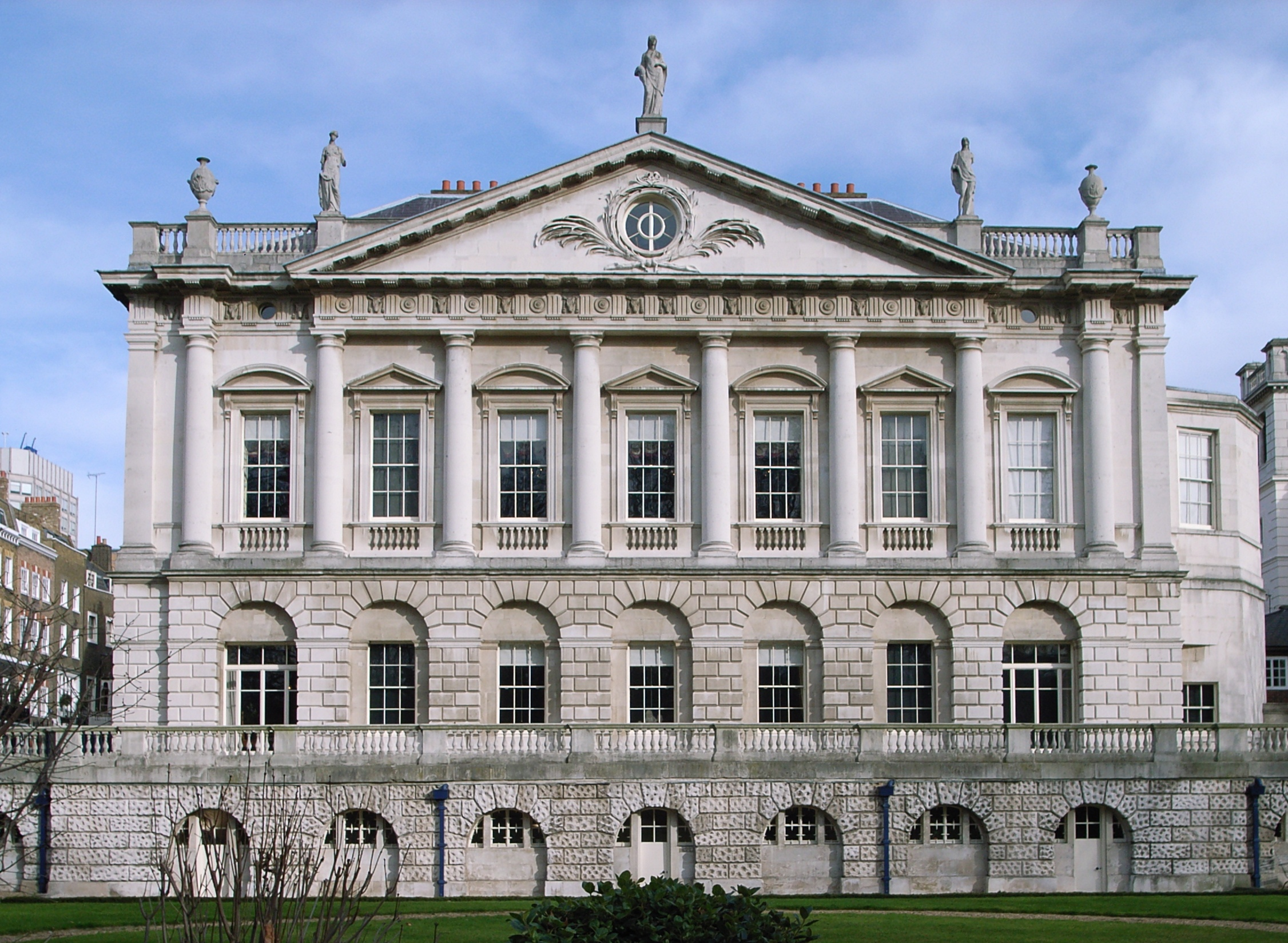
斯賓塞宮的西側面

斯賓塞宮（Spencer House）是英國倫敦的一座建築物，位於聖詹姆士場27號。這座建築是英國的I級登錄建築。

## 外部連結
- 官方网站